# Pomnik Karola Linneusza
Pomnik Karola Linneusza we Wrocławiu – pomnik upamiętniający osobę Karola Linneusza. Jego autorem był Albert Rachner. Wybudowany został w 1871 roku, a jego odsłonięcie nastąpiło 23 maja 1871 r.. Fundatorem pomnika w 1870 r. był Moritz Wesel. Pomnik ma postać realistycznego i szczegółowego popiersia ustawionego na postumencie – wysokim cokole o klasycystycznych formach. W odniesieniu do tego typu pomników stosuje się określenie: pomnik portretowy.
Pomnik znajduje się we wrocławskim Ogrodzie Botanicznym, w dziale systematyki roślin. Usytuowany jest w miejscu zbiegania się kilku alej ogrodowych. Pomnik wykonany został z piaskowca. Ma formę popiersia ustawionego na postumencie z cegieł o wysokości 2 m. Na cokole tym widnieje podpis: "Linné". U dołu postumentu znajduje się także inskrypcja dotycząca fundatora. W czasie II wojny światowej w wyniku działań wojennych pomnik uległ lekkim uszkodzeniom. Ubytki w popiersiu uzupełnił Antonio Comolli. Dalsza, sukcesywna degradacja pomnika z biegiem czasu wymusiła przeniesienie w 2001 r. oryginału popiersia do zamkniętego pomieszczenia sali wykładowej i poddanie dzieła konserwacji. Na cokole ustawiono natomiast nową rzeźbę, wykonaną przez prof. Bohdana Chmielewskiego.